# Aqua Alexandrina
Die Aqua Alexandrina ist eine antike römische Wasserleitung (Aquädukt) zur Versorgung der Stadt Rom. Sie ist die letzte Wasserleitung, die im antiken Rom gebaut wurde.

## Geschichte
Die Aqua Alexandrina wurde unter der Herrschaft des Kaisers Severus Alexander im Jahr 226 n. Chr. errichtet und nach ihrem Erbauer benannt. Severus Alexander hatte, ebenfalls im Jahr 226 n. Chr., die Thermen Neros auf dem Marsfeld restaurieren und umbauen sowie wesentlich vergrößern lassen. Sie wurden als die Thermen Alexanders nach ihm umbenannt. Für diese vergrößerten Thermen brauchte Alexander eine neue Wasserversorgung. 
Insgesamt wurden drei Restaurierungen nachgewiesen. Zuletzt wurde der Aquädukt in der Regierungszeit von Papst Hadrian I. instand gesetzt.
Die Quellen der Aqua Alexandrina werden heute von der Acqua Felice genutzt. Ein Aquädukt, den Papst Sixtus V. 1586 anlegen ließ. Er erreicht allerdings auf einer anderen Trasse Rom und endet im Mosesbrunnen.
Im römischen Stadtteil Tor Pignattara wurde der Parco dell’Acquedotto Alessandrino eingerichtet, in dem noch ein Teil des Aquädukts zu sehen ist.

## Wasserführung
Die Quellfassung der Aqua Alexandrina lag im Pantano Borghese, einem Sumpf in der Nähe der antiken Stadt Gabii an der Via Praenestina östlich von Rom. Das Gebiet gehört heute zur Gemeinde Monte Compatri.
Von dort verlief die rund 22,5 km lange Wasserleitung zunächst auf einer Strecke von circa 6,4 km unterirdisch, um dann die restliche Strecke als Aquädukt auf einer Bogenkonstruktion zurückzulegen und dabei eine Reihe von sanften Tälern, durchschnitten von den Nebenflüssen des Anio (später Aniene), zu überqueren. 
Die Aqua Alexandrina führte in der Nähe der Porta Maggiore über ein Aquädukt aus Ziegelsteinbögen entlang der Via Praenestina und der Via Labicana und endete auf dem Campus Martius bei den Thermen Alexanders. Die Thermen befanden sich zwischen dem Pantheon und der heutigen Piazza Navona.
Die Wasserführung betrug je nach Jahreszeit 120.000 bis 320.000 Kubikmeter pro Tag.